# 5G in Italia

## Storia del 5G

### Sperimentazione pre-commerciale
Il 16 marzo 2017 il MISE ha aperto la procedura per l’acquisizione di proposte progettuali per la realizzazione di sperimentazioni pre-commerciali nella disponibilità di spettro radio 3700 MHz.
- Area 1 – città metropolitana di Milano (comprende 61 comuni)
- Area 2 – L'Aquila e Prato
- Area 3 – Bari e Matera

Il 2 agosto 2017 sono state pubblicate le graduatorie:
- Vodafone si è aggiudicata Area 1 con un punteggio di 92,6/100
- Wind Tre e OpenFiber si sono aggiudicate Area 2 con un punteggio di 74,3/100
- TIM, Fastweb e Huawei si sono aggiudicate Area 3 con un punteggio di 86,6/100

Il 20 settembre 2017 si è conclusa l'approvazione delle proposte progettuali definitive per la realizzazione di sperimentazioni pre-commerciali 5G nella porzione di spettro 3700 MHz.
Il 22 settembre 2017 sono state emanate le autorizzazioni provvisorie alle sperimentazione con l’assegnazione del relativo diritto d'uso delle frequenze (100 MHz contigui).
Nei mesi successivi sono state comunicate le sintesi delle imprese:
- Area 1 – Vodafone[3] (90 mln di investimento)[4]

- Area 2 – Wind Tre e Open Fiber[5] (50 mln di investimento)

- Area 3 – TIM, Fastweb e Huawei[6] (60 mln di investimento)

La sperimentazione ha avuto una durata di 4 anni, con data di conclusione il 31 dicembre 2021.

### Frequenze in asta
L'11 luglio 2018 è stato pubblicato sulla Gazzetta Ufficiale il bando d'asta per l'assegnazione delle licenze agli operatori mobili interessati.

Le frequenze oggetto d'asta sono state:
| Banda / Frequenza | Range           | Range           | Spettro   | Tipo | Lotto | Prezzo d'asta |
| ----------------- | --------------- | --------------- | --------- | ---- | ----- | ------------- |
| N28 (700 MHz)     | 703 MHz 758 MHz | 713 MHz 768 MHz | 2x10 MHz  | FDD  | A1+A2 | 676 472 792 € |
| N28 (700 MHz)     | 713 MHz 768 MHz | 718 MHz 773 MHz | 2x5 MHz   | FDD  | A3    | 338 236 396 € |
| N28 (700 MHz)     | 718 MHz 773 MHz | 723 MHz 778 MHz | 2x5 MHz   | FDD  | A4    | 338 236 396 € |
| N28 (700 MHz)     | 723 MHz 778 MHz | 728 MHz 783 MHz | 2x5 MHz   | FDD  | A5    | 338 236 396 € |
| N28 (700 MHz)     | 728 MHz 783 MHz | 733 MHz 788 MHz | 2x5 MHz   | FDD  | A6    | 338 236 396 € |
| N28 (700 MHz)     | 738 MHz         | 743 MHz         | 1x5 MHz   | SDL  | B1    | 84 559 099 €  |
| N28 (700 MHz)     | 743 MHz         | 748 MHz         | 1x5 MHz   | SDL  | B2    | 84 559 099 €  |
| N28 (700 MHz)     | 748 MHz         | 753 MHz         | 1x5 MHz   | SDL  | B3    | 84 559 099 €  |
| N78 (3 700 MHz)   | 3 600 MHz       | 3 680 MHz       | 1x80 MHz  | TDD  | C1    | 158 374 470 € |
| N78 (3 700 MHz)   | 3 680 MHz       | 3 700 MHz       | 1x20 MHz  | TDD  | C2    | 39 674 011 €  |
| N78 (3 700 MHz)   | 3 700 MHz       | 3 720 MHz       | 1x20 MHz  | TDD  | C3    | 39 674 011 €  |
| N78 (3 700 MHz)   | 3 700 MHz       | 3 780 MHz       | 1x80 MHz  | TDD  | C4    | 158 696 043 € |
| N257 (26 GHz)     | 26,5 GHz        | 26,7 GHz        | 1x200 MHz | TDD  | D1    | 32 586 535 €  |
| N257 (26 GHz)     | 26,7 GHz        | 26,9 GHz        | 1x200 MHz | TDD  | D2    | 32 586 535 €  |
| N257 (26 GHz)     | 26,9 GHz        | 27,1 GHz        | 1x200 MHz | TDD  | D3    | 32 586 535 €  |
| N257 (26 GHz)     | 27,1 GHz        | 27,3 GHz        | 1x200 MHz | TDD  | D4    | 32 586 535 €  |
| N257 (26 GHz)     | 27,3 GHz        | 27,5 GHz        | 1x200 MHz | TDD  | D5    | 32 586 535 €  |

### Partecipanti e assegnazioni
Il 10 settembre 2018, giunto il termine per la presentazione delle offerte per l'assegnazione delle frequenze nella nuova tecnologia 5G; Iliad Italia si aggiudica, all'importo a base d'asta di 676 472 792 euro, un blocco di frequenze di 10 MHz, riservatole in qualità di nuovo entrante nel mercato, nella banda dei 700 MHz, sempre il 10 settembre 2018 è iniziata l'asta per l'assegnazione delle frequenze. Come previsto gli operatori che vi hanno partecipato sono stati: Fastweb, Iliad, TIM, Vodafone e Wind Tre.

L'asta si è conclusa con successo il 2 ottobre 2018, con le seguenti assegnazioni:
| Banda          | Fastweb | Iliad         | TIM      | Vodafone      | Wind Tre |
| -------------- | ------- | ------------- | -------- | ------------- | -------- |
| N28 (700 MHz)  | ✘       | 2x10 MHz      | 2x10 MHz | 2x10 MHz      | ✘        |
| N78 (3700 MHz) | ✘       | 20 MHz        | 80 MHz   | 80 MHz        | 20 MHz   |
| N257 (26 GHz)  | 200 MHz | 200 MHz       | 200 MHz  | 200 MHz       | 200 MHz  |
| Note           | [ 10 ]  | [ 11 ] [ 12 ] | [ 13 ]   | [ 14 ] [ 15 ] | [ 16 ]   |

### Investimenti sostenuti
Di seguito i costi sostenuti dai 5 partecipanti:
- Fastweb ha speso 32 600 000 euro
- Iliad ha speso 1 193 272 792 euro
- TIM ha speso 2 407 220 000 euro
- Vodafone ha speso 2 400 822 931 euro
- Wind Tre ha speso 516 506 535 euro

Le assegnazioni hanno fruttato allo Stato un totale complessivo di 6 550 422 258 euro (in 14 giornate di miglioramenti competitivi e con 171 tornate).

Secondo le regole stabilite per l'asta 5G e la legge finanziaria italiana del 2018 (L.205/2017), il pagamento avverrà nel periodo 2018-2022 come segue:
| Anno   | Operatori partecipanti | Operatori partecipanti | Operatori partecipanti | Operatori partecipanti | Operatori partecipanti | Totale   |
| Anno   | Fastweb                | Iliad                  | TIM                    | Vodafone               | Wind Tre               | Totale   |
| ------ | ---------------------- | ---------------------- | ---------------------- | ---------------------- | ---------------------- | -------- |
| 2018   | 9 mln                  | 143 mln                | 480 mln                | 475 mln                | 143 mln                | 1,25 mld |
| 2019   |                        | 6 mln                  |                        |                        |                        | 50 mln   |
| 2020   |                        | 34 mln                 |                        |                        |                        | 300 mln  |
| 2021   |                        | 17 mln                 |                        |                        |                        | 150 mln  |
| 2022   |                        | 993 mln                |                        |                        |                        | 4,8 mld  |
| Totale | 32,6 mln               | 1,193 mld              | 2,407 mld              | 2,401 mld              | 516,5 mln              | 6,55 mld |

### Copertura
Al 2023 è coperto il 7,3% del territorio italiano con infrastrutture 5G standalone, vale a dire non appoggiate a quelle 4G.
Nel maggio 2023 il Governo ha proposto una norma che innalzerebbe il limite di inquinamento elettromagnetico delle antenne da 6 volt/metro a 30, fatto che permetterebbe di migrare la rete 4G al 5G senza oneri economici particolari. Con i limiti di 6 volt/metro, il costo di reingegnerizzazione dei siti esistenti e di creazione di quelli nuovi ammonta a 1,3 miliardi di euro per operatore.
Per l'implementazione di una nuova torre, l'80% del tempo è speso per l'identificazione del sito e la richiesta del necessario permessi, mentre solo il restante 20% è realmente dedicato all'installazione.
Secondo i promotori del decreto il 62% degli impianti installati col 4G non può essere aggiornato al 5G a causa dei limiti di emissione elettromagnetica. Contrariamente, l'associazione Assoprovider ha affermato che l'innalzamento dei limiti di emissione è una misura che forzerebbe al fallimento dei piccoli e medi operatori di settore.
Nell'ottobre 2023 è in via di approvazione un disegno di legge che innalza i limiti: da 6 V/m ai 15 V/m per l’intensità di campo elettrico “E", per il campo magnetico “H” 0,037 A/m e per la densità di potenza 0,52 W/m2.

## Situazione attuale con le frequenze
Per un totale di:
Fastweb
- 200 MHz in TDD

Iliad
- 2x45 MHz in FDD
- 220 MHz in TDD

TIM
- 2x80 MHz in FDD
- 280 MHz in TDD + 5 MHz 2100 TDD
- 20 MHz in SDL

Vodafone
- 2x80 MHz in FDD
- 280 MHz in TDD + 5 MHz 2100 TDD
- 20 MHz in SDL

Wind Tre
- 2x80 MHz in FDD
- 250 MHz in TDD + 10 MHz 2100 TDD